# اليوم العالمي لمرض شاغاس
اليوم العالمي لمرض شاغاس (بالإنجليزية: World Chagas Disease Day)‏ هو يوم عالمي يُحْتَفَلُ به في 14 أبريل لزيادة الوعي حول مرض شاغاس. كان أول احتفال باليوم العالمي لمرض شاغاس في 14 أبريل 2020 وسُمِّيَ اليوم على اسم الطبيب البرازيلي كارلوس ريبيرو جوستينيانو شاغاس الذي قام بتشخيص الحالة الأولى في 14 أبريل 1909. تمت الموافقة على إنشاء اليوم العالمي لمرض شاغاس في 24 مايو 2019 في الدورة الثانية والسبعين لجمعية الصحة العالمية، وأُقِرَّ رسميًا في الجلسة العامة لمنظمة الصحة العالمية في 28 مايو 2019. تم تقديم اقتراح اليوم العالمي لمرض شاغاس من قبل الاتحاد الدولي لجمعيات الأشخاص المتضررين من مرض شاغاس، ودَعمتْه العديد من المؤسسات الصحية والجامعات ومراكز البحوث والمنظمات والمؤسسات. قال الدكتور بيدرو ألباجار فيناس، المسؤول الطبي في منظمة الصحة العالمية (مرض شاغاس): «إن اليوم السنوي الذي يُحتفَل به على المستوى العالمي لا بد أن يجذب الانتباه الدولي». «يمكن لهذه الأيام أن تساعد في توفير الرؤية وإلزام البلدان بتعزيز التدخلات لمكافحة المرض الذي ظل مهملاً إلى حد كبير، ولكنه لا يزال موجودًا في العديد من البلدان». يوفر الاحتفال باليوم العالمي لمرض شاغاس فرصة فريدة للتعبير عن صوت لصالح هذا المرض.